# قرية الزحيليكة (النغامشة)
قرية الزحيليكة هو دُوَّار يقع بجماعة إزحيليكة، إقليم الخميسات، جهة الرباط سلا القنيطرة في المملكة المغربية. ينتمي الدوّار لمشيخة النغامشة التي تضم 7 دواوير. يقدر عدد سكانه بـ 3219 نسمة حسب الإحصاء الرسمي للسكان والسكنى لسنة 2004.

## روابط خارجية
- البوابة الوطنية للجماعات الترابية نسخة محفوظة 12 مارس 2018 على موقع واي باك مشين.
- المندوبية السامية للتخطيط